# Ferrari Boyz
Ferrari Boyz — спільний альбом американських реперів Gucci Mane та Waka Flocka Flame, виданий 9 серпня 2011 р. лейблами 1017 Brick Squad Records і Warner Bros. Records. Початкова дата випуску: 21 червня. Виконавчі продюсери: Gucci Mane та Waka Flocka Flame. За словами останнього, платівку записали за 1-2 тижні.
Ferrari Boyz дебютував на 21-ій сходинці чарту Billboard 200 з результатом у 17 тис. проданих копій за перший тиждень у США. Більшість критиків оцінили альбом негативно чи неоднозначно.

## Сингли й відеокліпи
Єдиним синглом стала пісня «She Be Puttin' On», 8 липня окремок з'явився на iTunes. Пісня «Young Niggaz» потрапила до стрічки «Відв'язні канікули» (2013).
11 квітня 2011 опублікували відео «Stoned», 2 серпня — «Suicide Homicide», 3 серпня — «Ferrari Boyz», 9 серпня — «She Be Puttin' On», 10 серпня — «Pacman».

## Список пісень
| #   | Назва                                               | Автор                                          | Продюсер(и)                          | Тривалість |
| --- | --------------------------------------------------- | ---------------------------------------------- | ------------------------------------ | ---------- |
| 1.  | «Ferrari Boyz»                                      | Редрік Девіс, Хоакін Мелфарс, Кристофер Ґолсон | Drumma Boy                           | 4:05       |
| 2.  | «15th and the 1st» (з участю YG Hootie)             | Девіс, Мелфарс, Ламар Джозеф, Джошуа Луеллен   | Southside                            | 3:52       |
| 3.  | «Break Her»                                         | Девіс, Мелфарс, С. Чайф, Ґарнер                | Schife, Exchange Student (співпрод.) | 3:55       |
| 4.  | «Feed Me» (з участю Frenchie; бонус-трек)           | Девіс, Мелфарс, Луеллен                        | Southside                            | 4:35       |
| 5.  | «Mud Musik» (з участю 2 Chainz)                     | Девіс, Мелфарс, Тогід Еппс, Луеллен            | Southside                            | 4:44       |
| 6.  | «In My Business» (з участю Rocko)                   | Девіс, Мелфарс, Родні Гілл-молодший, Д. Стюарт | D. Rich                              | 4:52       |
| 7.  | «Young Niggaz»                                      | Девіс, Мелфарс, Луеллен                        | Southside                            | 3:23       |
| 8.  | «Suicide Homicide» (з участю Wooh da Kid)           | Девіс, Мелфарс, Луеллен                        | Southside                            | 3:43       |
| 9.  | «I Don't See U» (з участю Ice Burgandy; бонус-трек) | Девіс, Мелфарс, Джабарі Гечаваррія, Луеллен    | Southside                            | 4:33       |
| 10. | «PacMan»                                            | Девіс, Мелфарс, Луеллен                        | Southside                            | 3:26       |
| 11. | «Stoned»                                            | Девіс, Мелфарс, Стюарт                         | Shawty Redd                          | 3:57       |
| 12. | «She Be Puttin' On» (з участю Slim Dunkin)          | Девіс, Мелфарс, Луеллен                        | 808 Mafia                            | 4:22       |
| 13. | «So Many Things»                                    | Девіс, Мелфарс, Ладемон Дуґлас, Р. Лайл        | Fatboi                               | 2:56       |
| 14. | «Too Loyal» (з участю Slim Dunkin)                  | Девіс, Мелфарс, Маріо Гамілтон, Дуґлас         | Fatboi                               | 3:46       |
| 15. | «What the Hell» (з участю Rocko; бонус-трек)        | Девіс, Мелфарс, Гілл, Ґолсон                   | Drumma Boy                           | 4:39       |